# Еммі Беджанян
Еммі (повне ім'я —  Емма Беджанян (вірм. Էմմա Բեջանյան), 12 квітня 1984) — вірменська співачка. Еммі вважається однією з найпопулярніших і найвідоміших виконавиць Вірменії. Її називають «поп-принцесою» та «іконою вірменської поп-музики».

## Початок кар'єри
Кар'єра Еммі почала розвиватися відразу після того, як вона записала свою першу пісню «Айастан» і випустила відеокліп у 1993 році. Згодом вона отримала нагороди за перемогу в пісенних конкурсах у Вірменії, Росії та інших країнах Європи. У 1994—2000 рр. Еммі співала і гастролювала у складі жіночого фолк-поп квартету «Хеєр».

## Інші проєкти
Еммі також працює в Еммі-B-продюсерському центрі музично-продюсерської компанії з пошуку нових молодих талантів Вірменії.

## Євробачення
У лютому 2010 року Еммі разом з Міграном бере участь у вірменському національному відборі на Євробачення 2010 з піснею «Hey (Let Me Hear You Say)», про яку зі схваленням відгукнувся Ріккі Мартін. Пара посіла друге місце, поступившись у змаганні за путівку на конкурс 2010 року в Осло Єві Рівас, яка перемогла з піснею «Apricot Stone» (Абрикосова кісточка).
Еммі Беджанян представляла Вірменію на Євробаченні 2011 в Дюссельдорфі, Німеччина з піснею «Boom Boom», але до фіналу співачка не пройшла (12-те місце у півфіналі).